# Seychellische Volleyballnationalmannschaft der Frauen
Die seychellische Volleyballnationalmannschaft der Frauen ist die Auswahl seychellischer Volleyballspielerinnen, welche die Seychelles Volleyball Federation (SVF) auf internationaler Ebene, beispielsweise in Freundschaftsspielen gegen die Auswahlmannschaften anderer nationaler Verbände, aber auch bei internationalen Wettbewerben repräsentiert. 1982 trat der nationale Verband dem Weltverband Fédération Internationale de Volleyball (FIVB) bei. Im August 2012 wurde die Mannschaft auf dem 107. Rang der Weltrangliste geführt.

## Internationale Wettbewerbe

### Die Seychellen bei Weltmeisterschaften
Die Mannschaft konnte sich bisher nicht für eine Weltmeisterschaft qualifizieren.

### Die Seychellen bei Olympischen Spielen
Bisher gelang es der Mannschaft nicht, sich für die olympischen Wettbewerbe zu qualifizieren.

### Die Seychellen bei Afrikameisterschaften
Die Mannschaft kann bisher zwei Teilnahmen an der Afrikameisterschaft vorweisen. Größter Erfolg war der Gewinn der Afrikameisterschaft im Jahr 2001.
| - 1976: nicht qualifiziert - 1985: nicht qualifiziert - 1987: nicht qualifiziert - 1989: nicht qualifiziert - 1991: nicht qualifiziert - 1993: nicht qualifiziert - 1995: nicht qualifiziert - 1997: nicht qualifiziert | - 1999: nicht qualifiziert - 2001: Afrikameister - 2003: 6. Platz - 2005: nicht qualifiziert - 2007: nicht qualifiziert - 2009: nicht qualifiziert - 2011: nicht qualifiziert |

### Die Seychellen bei den Afrikaspielen
Die seychellische Volleyballnationalmannschaft der Frauen nahm bisher mindestens fünf Mal an den Wettbewerben der Afrikaspiele teil: Größter Erfolg hierbei war das Erreichen des vierten Platzes im Jahr 2007; weiters erreichte die Mannschaft die Ränge fünf (1999 und 2003) und sieben (2011).

### Die Seychellen beim World Cup
Die Seychellen können bisher keine Teilnahme am World Cup – dem Qualifikationsturnier für die Olympischen Spiele – vorweisen.

### Die Seychellen beim World Grand Prix
Der World Grand Prix fand bisher ohne seychellische Beteiligung statt.